# NGC 276
NGC 276 (również IC 1591 lub PGC 3054) – galaktyka spiralna z poprzeczką (SBb), znajdująca się w gwiazdozbiorze Wieloryba. Odkrył ją Frank Muller w 1886 roku.